# Praetorium Agrippinae

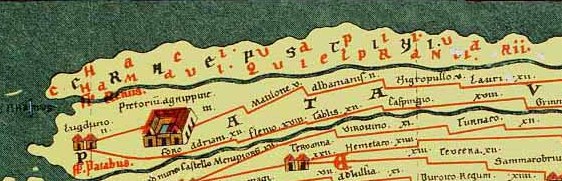
Pretorium Agripinne raffigurato a sinistra sulla Tabula Peutingeriana

Il Praetorium Agrippinae era un insediamento romano nella provincia della Germania Inferiore, nella zona dei Canninefati, situata nell'odierna Valkenburg, nei Paesi Bassi. Era un accampamento militare (lat.: castellum) sul Vecchio Reno (all'epoca il ramo principale del fiume Reno), sul confine settentrionale dell'Impero Romano, il limes. Il Praetorium Agrippinae è menzionato sulla Tabula Peutingeriana tra i castella di Matilo a est e Lugdunum Batavorum a ovest.

## Storia

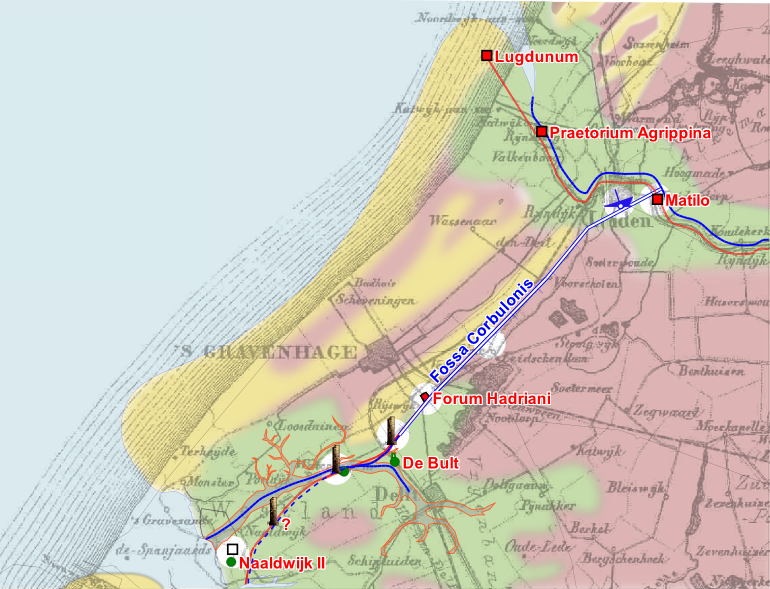
Mappa palaogeografica dell'area dei Canninefati in epoca romana sovrapposta oggi all'Olanda Meridionale, che mostra la posizione del Praetorium Agrippinae.

### Castellum
Un pretorio è un quartier generale militare e il Praetorium Agrippinae prende il nome dalla madre dell'imperatore Caligola, Vipsania Agrippina, che morì nel 33 d.C. È quasi certo che Caligola rimase nella zona nel 39 o nel 40 d.C., poiché una botte di vino proveniente dai suoi vigneti personali fu trovata durante gli scavi a Valkenburg.
Molto probabilmente, ha visitato l'area in preparazione di un'invasione mai eseguita della Britannia, e il castellum potrebbe essere stato eretto per questa operazione. Tuttavia, reperti di monete e ceramiche di terra sigillata suggeriscono che le unità dell'esercito romano potrebbero essere state collocate lì prima della sua costruzione.
Il forte fu costruito nell'attuale centro di Valkenburg e fu inizialmente fortificato da un muro di terra pallido e da tre fossati. Inizialmente, due manipoli (o quattro centuriae) di legionari e due turme di cavalleria del cohor III Gallorum Equitata erano di stanza al forte. Dopo la rivolta dei Batavi (69-70 d.C.), tuttavia, quando le tribù locali avevano raso al suolo la fortezza a terra, l'intera cohors IV Tracum fu trasferito qui. Intorno al 180 d.C. i Romani ingrandirono il forte e lo ricostruirono in pietra. In totale, sono state distinte 7 fasi di costruzione.
Come tutti gli altri forti sui limes olandesi, Valkenburg era deserta dopo il crollo della difesa del confine romano intorno al 275 d.C. Valkenburg, tuttavia, è una dei pochi castella in cui sono state trovate prove delle attività di costruzione tardo-romane. Durante il regno di Costanzo I Chlorus fu costruito un granaio per la spedizione di grano in Britannia.

### Vicus
A sud-est della fortezza si sviluppò un grande insediamento civile (vicus) che si estendeva per ca. 1 km lungo la via militaris. È stato abitato tra 70 e 240 d.C. circa. Indagini archeologiche hanno scoperto abitazioni, magazzini e granai e possibilmente un bagno pubblico. È stato trovato anche un grande cimitero contenente oltre 700 tombe. Tra il 70 e il 110 d.C., si trovava anche qui un piccolo accampamento militare ("mini-castellum").

## Gli scavi
Gli scavi di Valkenburg rappresentano uno dei migliori siti durante la presenza romana nei Paesi Bassi. Le indagini iniziarono già nel 1875, ma i principali scavi furono compiuti tra il 1941 e il 1953 sotto la direzione di Albert Egges van Giffen. Questi scavi produssero grandi quantità di reperti, e poiché i resti del castellum furono trovati al di sotto del livello delle acque sotterranee, erano molto ben conservati e comprendevano molti resti organici, come cibo, ossa, cuoio e corda. Ciò ha permesso una ricostruzione dettagliata delle pratiche di costruzione e delle abitudini alimentari dei romani.
Negli anni '70 e '80, ulteriori scavi furono fatti nell'area del vicus. Una recente nuova analisi ha mostrato che le case qui erano costruite in stretti pacchi rettangolari, perpendicolari alla strada militare.

## Resti

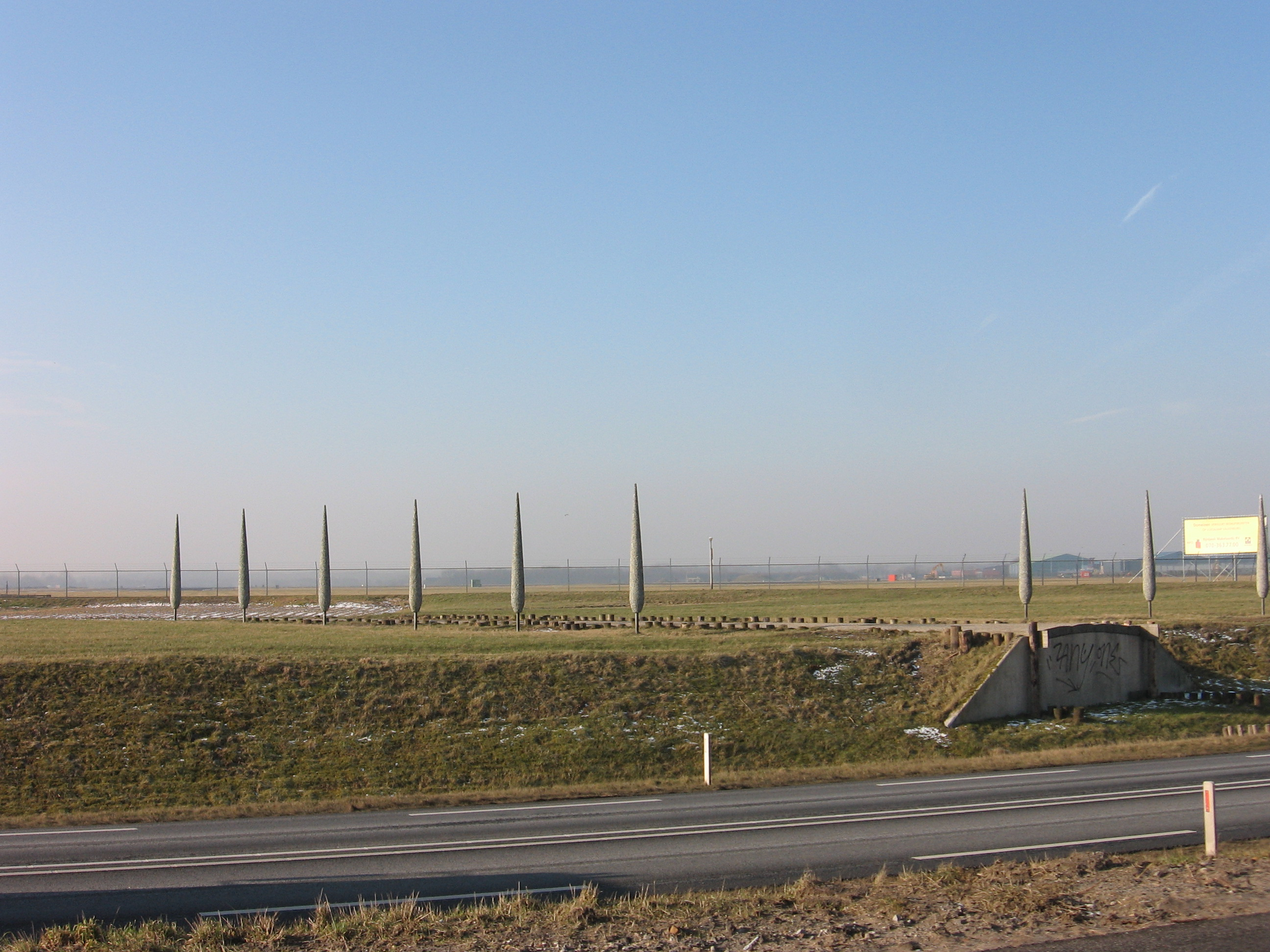
Ricostruzione della strada romana a Valkenburg.

Alcuni dei reperti possono essere visti nel Torenmuseum di Valkenburg. Sulla piazza centrale della città (Castellumplein) i contorni del forte sono visibili con punzoni in bronzo sul pavimento stradale. Anche le fondamenta di una delle porte del forte sono state ricostruite. Fuori città, sulla strada provinciale N206, si può vedere una ricostruzione della strada militare.